# Andosol

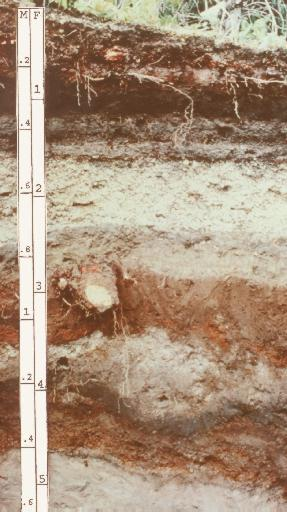
Andosol i el seu perfil

Els andosols (del japonès an que significa fosc i do sòl – un sinònim de sòl kuroboku) són sòls que es troben en zones volcàniques formades en tefra. En determinats casos també es poden formar andosols fora de les zones volcàniques. Els andosols cobreixen aproximadament l'1-2% de la superfície de la Terra.
L'andosol és un tipus de sòl que pertany a la classificació Base de Referència Mundial pels Recursos del Sòl. En la classificació dels Estats Units (USA soil taxonomy) els Andosòls corresponen als Andisòls.
Si els andosols estan poc desenvolupats poden ser rics en materials vitris.
Normalment es defineix els andosols com els que contenen altes proporcions de materials vitris i col·loides amorfs incloent al·lòfana, imogolita i ferrihidrita.
Com que generalment són sòls força joves, típicament els andosols són molt fèrtils excepte en els casos on el fòsfor està fàcilment fixat.
Els andosols fòssils es troben ja des del preCambrià fa 1.500 milions d'anys..